# Partia Socjaldemokratyczna (Wielka Brytania, 1988)
Partia Socjaldemokratyczna (en. Social Democratic Party, SDP), brytyjska partia polityczna, następczyni istniejącej w latach 1981–1988 Partii Socjaldemokratycznej. Powstała po fuzji tej ostatniej z Partią Liberalną w 1988 r. i powstaniu Liberalnych Demokratów.

## Historia
Jej założycielem był dawny lider pierwszej SDP, David Owen, który sprzeciwił się fuzji swojej partii z liberałami. Razem z dwojgiem socjaldemokratycznych deputowanych, Johnem Cartwrightem i Rosie Barnes, założył w 1988 r. nową partię również pod nazwą Partii Socjaldemokratycznej. Nowa partia uzyskała finansowe wsparcie lorda Sainsburyego. W 1989 r. odniosła spory sukces w wyborach uzupełniających w okręgu Richmond. Kandydat SDP, Mike Potter, zajął w wyborach drugie miejsce za kandydatem konserwatystów Williamem Hague.
Kolejne wybory nie przyniosły jednak SDP podobnych sukcesów. Wybory uzupełniające w okręgu Upper Bann w 1990 r. zakończyły się ciężką porażką kandydata SDP, Alistaira Dunna, który zajął ostatnie miejsce uzyskując 154 głosy. Jeszcze bardziej upokarzającą porażkę poniosła SDP w maju 1990 r. w wyborach uzupełniających w okręgu Bootle. Kandydat partii, Jack Holmes, uzyskał 155 głosów (zajął przedostatnie miejsce), przegrywając nawet z kandydatem Oficjalnej Potwornej Partii Skończonych Świrów, lordem Sutchem.
Klęska w Bootle przyczyniła się do rozpadu Partii Socjaldemokratycznej. Owen zrezygnował z przewodzenia partii. Większość jej członków przeszła do Partii Pracy lub do Partii Konserwatywnej. Partia Socjaldemokratyczna zakończyła działalność w 1990 r. Część jej członków na czele z Jackiem Holmesem założyła kolejną, trzecią już, Partię Socjaldemokratyczną.